# 그레고리 바라

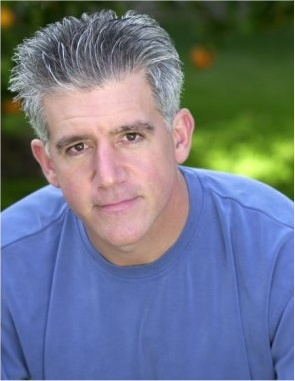

그레고리 저바라(Gregory Jbara, 1961년 9월 28일 ~ )는 미국의 배우, 성우이다. 뮤지컬 《빌리 엘리어트》(2008)로 2009년 제63회 토니상 뮤지컬 부문 남우조연상을 수상했다.
웨스틀랜드에서 태어났다.

## 출연 작품
- 인필트레이터스 (2014년)
- 빅 미라클 (2012년) - 제너럴 스탠턴 역
- 리멤버 미 (2010년) - 레스 허쉬 역
- 엑시트 스피드 (2008년)
- 에픽 무비 (2007년)
- 아이라 앤 애비 (2006년)
- 월드 트레이드 센터 (2006년)
- 카우 삼총사 (2004년)
- 백만장자 프로젝트 (2002년)
- 씨멘트 (1999년)
- 도시 탈출 (1999년)
- 한여름 밤의 꿈 (1999년) - 스너그 역
- 로켓 파워 (1999년)
- 인 앤 아웃 (1997년)
- 어느 멋진 날 (1996년) - 프레디 역
- 크로커다일 던디 2 (1988년)

### 텔레비전
- 더 드루 캐리 쇼 (1998)
- 쇼킹 패밀리 (1999, 2009) - 목소리
- 프렌즈 (2004)
- 아메리칸 대드! (2008-11) - 목소리
- 간호사 재키 (2011) - 핀 씨 역